# Парк Грутас
Парк Грутас або Груто (лит. Grūto parkas, на Заході місце називають Stalinworld або Leninland) — приватний парк-музей в Литві, розташований неподалік від міста Друскінінкай. Заснований в 2001 році литовським бізнесменом Вілюмасом Малінаускасом.

## Опис
Парк і музей, що знаходиться при ньому, імітують стиль радянських таборів системи ГУЛАГ. У парку представлена велика колекція пам'ятників, споруджених в радянську епоху в різних містах Литви та демонтованих після відновлення незалежності.
До колекції входять пам'ятники Леніну, Сталіну, Марксу, Дзержинському, литовським комуністам (Міцкявічюсу-Капсукасу? Каролісу Пожелі та ін.), військовим діячам (Балтушісу-Жемайтісу, Уборевичу), партизанці Маріте Мельникайте.
Також тут представлені зразки візуального пропагандистського мистецтва (плакати, гасла тощо), зразки військової та іншої техніки того періоду. У парку зібрана колекція характерних зразків вітражів радянської епохи. Також тут розміщується експозиція «Вузькоколійний поїзд», з локомотивом ТУ4 попереду експозиції.
У парку є кав'ярня та зоопарк.